# PSR J0537-6910
Esta estrella es un púlsar que tiene 4000 años, a una distancia de 170 000 al de la Tierra. Rota a 62 hercios.